# Manor (Maharashtra)
Manor es una  ciudad censal situada en el distrito de Palghar en el estado de Maharashtra (India). Su población es de 10421 habitantes (2011). Se encuentra a 58 km de Thane y a 19 km de Palghar.

## Demografía
Según el censo de 2011 la población de Manor era de 10421 habitantes, de los cuales 5322 eran hombres y 5099 eran mujeres. Manor tiene una tasa media de alfabetización del 85,70%, superior a la media estatal del 82,34%: la alfabetización masculina es del 90,70%, y la alfabetización femenina del 80,49%.